# Мунчелу де Жос (Њамц)
Мунчелу де Жос (рум. Muncelu de Jos) насеље је у Румунији у округу Њамц у општини Ваља Урсулуј. Oпштина се налази на надморској висини од 285 m.

## Становништво
Према подацима из 2002. године у насељу је живело 483 становника, од којих су сви румунске националности.